# Fiandraia romeii
Fiandraia romeii és una espècie extinta de mamífers notoungulats, possiblement de la família dels interatèrids, que visqueren a Sud-amèrica durant el Miocè inferior. Se n'han trobat restes fòssils a l'Uruguai. Es tracta de l'única espècie del gènere Fiandraia. Des de la seva descripció, ha estat classificat successivament com un mesotèrid, un toxodòntid i un interatèrid.